# Thomas Fodi
Thomas Fodi (* 29. März 1922 in Zagreb; † 12. Mai 1980 in Pforzheim) war ein deutscher Politiker (NPD).

## Leben
Fodi war Feinmechaniker und lebte in Pforzheim.
Fodi war Mitglied der NPD. Bei der Landtagswahl in Baden-Württemberg 1968 kandidierte er als Ersatzkandidat von Helmut Epperlein im Wahlkreis Pforzheim. Nach Epperleins Tod rückte Fodi am 17. Februar 1969 für ihn in den Landtag von Baden-Württemberg nach. Er gehörte dem Landtag bis zum Ende der Legislaturperiode im März 1972 an.